# Kajetán Březina z Birkenfeldu
Kajetán Březina z Birkenfeldu O.Cist. (?, Praha - 16. února 1776, Osek u Duchcova) byl český katolický duchovní, v letech 1747–1776 v pořadí 36. opatem cisterciáckého kláštera v Oseku u Duchcova.

## Život

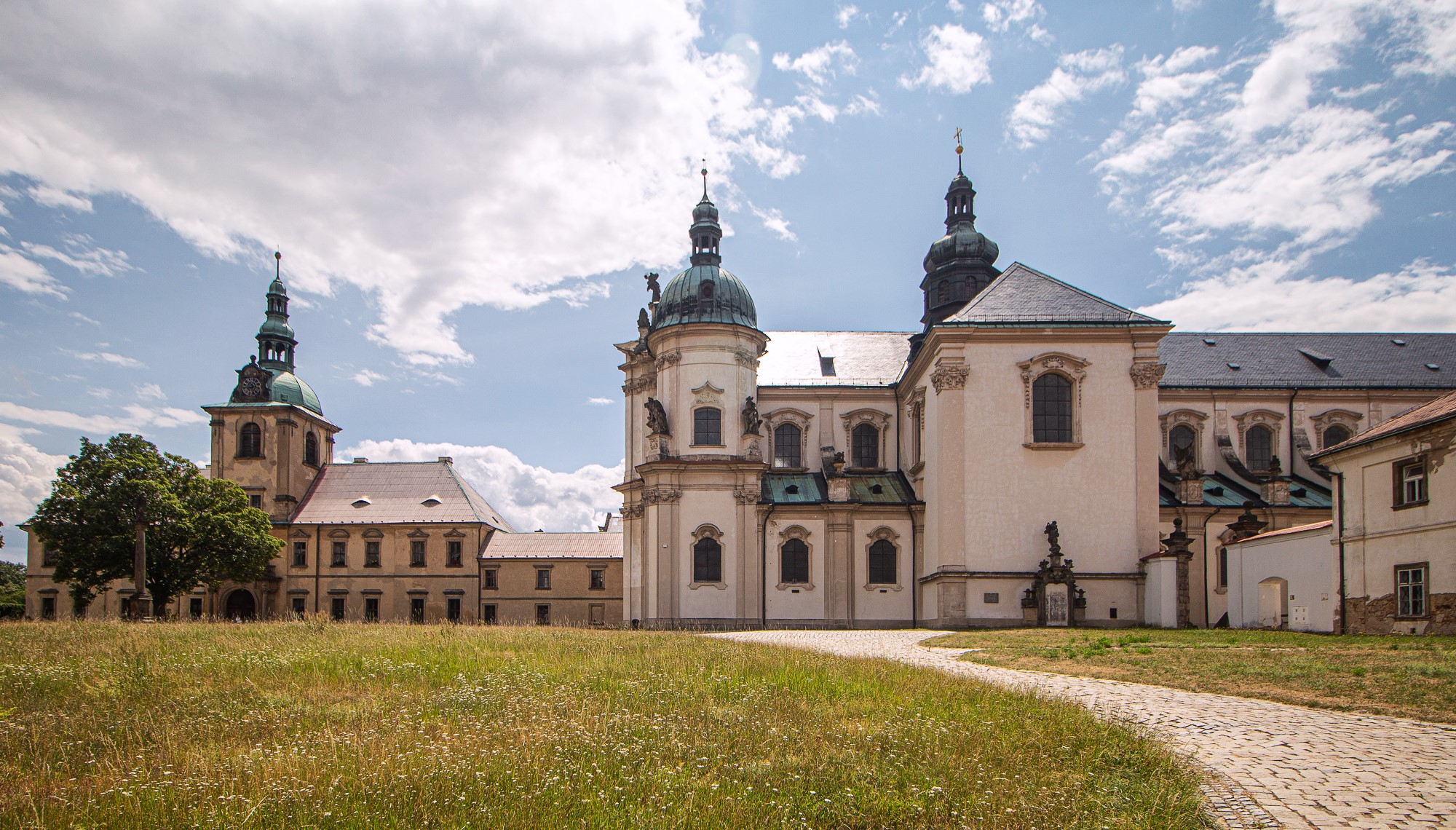
Cisterciácký klášter v Oseku

Rodák z Prahy, Kajetán Březina, vstoupil do oseckého kláštera, kde jej v roce 1747 komunita zvolila opatem. Uveden do úřadu byl 4. září toho roku. 
V roce 1749 zřídil v Oseku obecnou školu. Z doby, kdy byl oseckým opatem je také známo, že nechal u osady Střimice hloubit šachty na těžbu uhlí.
Ze stavebních aktivit opata zmiňme to, že do dnešní podoby nechal přebudovat areál kostela a fary v Jeníkově (farnost inkorporovaná oseckému klášteru) a v roce 1750 nechal přestavovat zámeček v obci Škrle, který byl v té době ve vlastnictví kláštera.